# Grljevići
Grljevići su naseljeno mjesto u gradu Ljubuškom, Federacija BiH, BiH.

## Zemljopisni položaj i značajke
Naselje površine 12,2 km2 nalazi se u sjevernom brdovitom dijelu ljubuške općine. Najniža točka je na visini od 234 m, a najviša na 450 m na brdu Borajni. Najčešće se dijeli na zaseoke Bunar, Čolaci, Kordići, Podselo, Ševe i Zadre. Prvi spomen datira 2. travnja 1599. u popisu sela župe Veljaci pod imenom Garljeovje. Župu Grljeviće osnovao je biskup Alojzije Mišić 12. listopada 1919. Crkva sv. Josipa Radnika podignuta je 1969.

## Stanovništvo

### 1991.
Nacionalni sastav stanovništva 1991. godine, bio je sljedeći:
ukupno: 475
- Hrvati - 474
- ostali, neopredijeljeni i nepoznato - 1

### 2013.
Nacionalni sastav stanovništva 2013. godine, bio je sljedeći:
ukupno: 315
- Hrvati - 314
- Bošnjaci - 1

## Povijest
Brojne gomile i gradine dokaz su života u prapovijesti. Augustin Kordić, istraživač, navodi 26 gomila na području naselja. Bunareve gomile skupina je očuvanih 11 gomila sa zanimljivom gomilom Đoguša u kojoj je oštećen grob dimenzija 77×55×55 cm, što je dokaz ukopa u zgrčenom položaju u brončano doba. Na Radišića gomilama blizu župne crkve četiri su gomile, na Ševinim i Zadrinim osam je gomila, a na Radovanovim gomilama dvije gomile. Na Čolakovoj gomili pronađen je grob dimenzija 210×53×31 s ostatcima kostiju. S obzirom na to da je grob za ukop u ispruženom položaju, njegovo datiranje je u željeznom dobu ili ranom srednjem vijeku. Na privatnom posjedu Zubac nalazi se prapovijesna gradina (Arheološki leksikon BiH, III, 25.121). Arheolog Brunislav Marijanović navodi da je zaravan na vrhu brijega 50×40 m, s vidljiva dva uzvišenja, od čega se na jednom uočavaju ostaci zida s malterom. Spominje na površini i ulomke keramike i rimske opeke, pa gradinu stavlja u brončano i željezno doba i rimsko doba. Danas je prostor unutar urušenih zidova gradine obrastao u korov i šiblje, pa je preglednost otežana. Nađe se dosta tipične gradinske keramike crvenkaste i smeđe boje, s primjesama kalcita, ali ne naziru se ostaci rimskih opeka. Sa sjeverne strane dijelom je devastirana gradnjom obrambenog položaja 1992. Dimenzije gradine su 38×35 m, bez obrambenih zidova, a s nje se pruža pogled na cijeli prostor Grljevića i širu okolinu. Iz doba antike na području Grljevića pronađene su dvije kamene urne iz 1. do 3. stoljeća. Na privatnom posjedu zaseoku Kordići pronađen je grob s kostima i željeznom ostrugom oštećena šiljka. Pretpostavlja se da je riječ o starohrvatskoj ostruzi iz doba 9. do 11. stoljeća. U istom zaseoku na kamenoj kući podignutoj oko 1900. uzidana su četiri ulomka stećaka. Svi imaju reljefne ukrase: na dvama bordure s trolisnim viticama, zatim rozeta s osam latica i jedan ulomak s prikazom kola.
U austrougarskom popisu pučanstva iz 1895. Grljevići su uključeni u naselje Hamziće. U popisu 1910. u selu su bile nastanjene 53 kuće s ukupno 412 žitelja. U prvoj polovici 20. st. iz Grljevića odselilo se 48 osoba, uglavnom u SAD i Kanadu.

## Poznate osobe
- Lucijan Kordić, hrv. pisac
- Nikola Kordić, hrv. pisac
- Predrag Kordić, franjevac, hrv. pisac